# Pedro Sisnando Leite
Pedro Sisnando Leite é um economista, professor e escritor brasileiro, formado pela Universidade Federal do Ceará, com pós-graduação em economia rural e planejamento regional em Israel.

## Biografia
Foi técnico em desenvolvimento econômico do Banco do Nordeste e, durante muitos anos, chefe da divisão de estudos agrícolas desse banco. Lecionou, como professor adjunto e titular de desenvolvimento econômico, nos cursos de graduação e de mestrado em teoria econômica (CAEN) e de economia rural da UFC. Na administração universitária foi pró-reitor de planejamento em duas gestões, nos períodos de 1983-1987 e 1991-1993. Dedicou grande parte de sua vida acadêmica e profissional estudando experiências de desenvolvimento econômico em países desenvolvidos e emergentes, visitando mais de vinte nações com esse objetivo.
Pertence, como membro efetivo, da Academia Cearense de Ciências, da Academia de Ciências Sociais do Ceará, e do Instituto Histórico, Geográfico e Antropológico do Ceará. Foi vice-presidente da Sociedade Brasileira de Economia e Sociologia Rural e, como membro da Sociedade Internacional de Economia Rural. Tem participado como conferencista convidado de vários encontros internacionais. Foi bolsista pesquisador do Conselho Nacional de Pesquisa (1988-1992). 
Ocupou a função de Secretário de Estado da Secretaria de Desenvolvimento Rural do Estado do Ceará, em duas administrações do Governador Tasso Jereissati, em 1995-1998 e 1999-2002.

## Obras
Tem trinta e três livros catalogados na Biblioteca do Congresso dos Estados Unidos nas áreas de história e desenvolvimento econômico, Contribuiu com muitos artigos e ensaios para jornais e revistas. Dentre eles, estão:
- O Grande Novo Nordeste de Virgílio Távora,[14]
- Novo enfoque do desenvolvimento econômico e as teorias convencionais,[15]
- Desenvolvimento agrícola, industrialização e pobreza rural no Nordeste: resgatando a história,[16]
- A Trava do Desenvolvimento,[17]
- Fundamentos de Economia,[18]
- Aspectos da Agricultura do Nordeste,[19]
- Em busca do desenvolvimento rural do Ceará: coletânea de artigos,[20]
- Escandinávia: modelo de desenvolvimento, democracia e bem-estar,[21]

## Homenagens
- Uma escola em Exu foi nomeada em homenagem ao economista.[22]